# Macrosiphum mordvilkoi
Macrosiphum mordvilkoi är en insektsart som beskrevs av Miyazaki 1968. Macrosiphum mordvilkoi ingår i släktet Macrosiphum och familjen långrörsbladlöss. Inga underarter finns listade i Catalogue of Life.